# Vlatka Oršanić

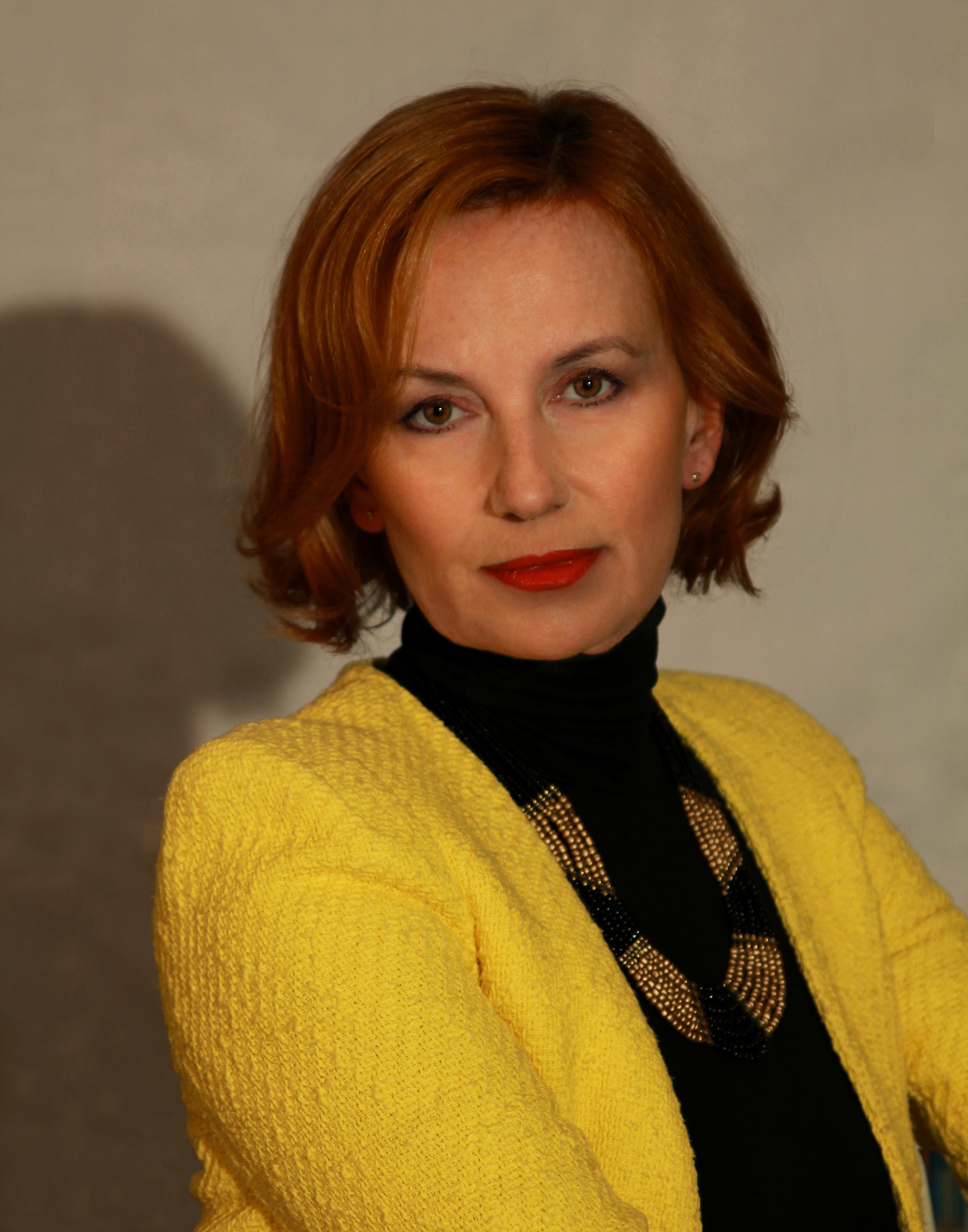
Vlatka Oršanić

Vlatka Oršanić (* 29. Januar 1958 in Zabok, Kroatien) ist eine kroatische Opernsängerin (Sopran) und Gesangspädagogin.

## Biografie
Vlatka Oršanić wurde am 29. Januar 1958 in Zabok (Kroatien) geboren. Mit sieben Jahren nahm sie Klavierunterricht an der Musikschule in Varaždin. Mit vierzehn Jahren wechselte sie zur Gesangsausbildung bei Ankica Opolski. Mit sechzehn Jahren begann sie ein Gesangsstudium an der Akademie für Musik in Ljubljana (Slowenien) in der Klasse von Ondina Otta Klasinc und schloss es im Jahr 1979 ab; ihre Diplomrolle war Gilda (Verdi, Rigoletto). In den Jahren 1985 bis 1990 erfolgte in Wien die Weiterbildung bei Olivera Miljakovic.

### Die ersten Auftritte
Schon während des Studiums sang sie im Chor der Slowenischen Philharmonie, ihr erster solistischer Auftritt war 1976, als sie die Rolle der Susanna (Mozart: Le Nozze di Figaro) in der Konzertaufführung der Oper mit dem Orchester der Slowenischen Philharmonie sang und dafür mit dem Prešeren-Preis für Studenten ausgezeichnet wurde. Von 1978 bis 1984 war sie als Solistin an der Oper des Nationaltheaters in Ljubljana (Slowenien) engagiert. Sie debütierte als Sophie (Massenet: Werther), danach sang sie Gilda (Verdi: Rigoletto), Lucia (Donizetti: Lucia di Lammermoor), Adina (Donizetti: L’elisir d’amore), Rosina (Rossini: Il barbiere di Siviglia,), Olympia (Offenbach: Les contes d'Hoffmann), Angelica (Händel: Orlando), Elvira (Bellini: I Puritani), Königin der Nacht (Mozart: Die Zauberflöte) und Violetta (Verdi: La traviata). Gleichzeitig gastierte sie in Opernhäusern in Rijeka, Split, Beograd, Zagreb, Sarajevo, Novi Sad und Skopje und auf allen großen Festivals (u. a. Dubrovnik und Opatija) im ehemaligen Jugoslawien. Sie gastierte auch in Rumänien (Cluj, Timișoara) und in der Tschechoslowakei (Prag).

### Europa und die Welt
In der Zeit von 1990 bis 1992 war sie Ensemblemitglied des Landestheaters Salzburg. Hier trat sie in folgenden Rollen auf: Despina (Mozart: Così fan tutte), Bastienne (Mozart: Bastien und Bastienne), Euridice (Gluck: Orfeo ed Euridice) und Tamiri (Mozart: Il re pastore). Sie gastierte in Spanien und in Japan. 1991 war sie Gastsängerin an der Semperoper Dresden als Mila in Janačeks Oper Osud. Von 1992 bis 1995 war sie Ensemblemitglied des Stadttheaters Darmstadt. Dort sang sie die Rosalinde (J. Strauss Sohn: Die Fledermaus), Jenůfa (Janáček: Jenůfa), Mimi (Puccini: La bohème), Vitellia (Mozart: La clemenza di Tito), Tatiana (P. I. Tschaikowski: Eugen Onegin), Donna Anna (Mozart: Don Giovanni), Mařenka (Smetana: Die verkaufte Braut) und Violetta (Verdi: La traviata). Seit dem Jahr 1993 gastierte sie an vielen Opernhäusern und in Konzerthallen, seit dem Jahr 1995 arbeitete sie in Europa und in der Welt als freischaffende Künstlerin. Im Jahr 2003 wurde sie als Solistin wieder in der Oper Ljubljana (Slowenien) engagiert.

### Künstlerisches Profil
Ihre Gesang- und künstlerische Besonderheiten sind ihre sehr schöne, große und reiche Stimme, ausgesprochene Musikalität, Stimmumfang, vertiefte und emotionale Interpretation und überzeugende Bühnenpräsenz. Sie begann ihre Karriere als Koloratursopranistin, später sang sie lyrisches und jugendlich-dramatisches Repertoire. In letzter Zeit singt sie auch dramatische und mezzosopranistische Partien. Ihr Opernrepertoire umfasst über 40 Hauptrollen und auch ihr Konzertrepertoire ist sehr groß.

## Rollen, Auftritte und künstlerische Mitarbeiter
Vielbeachtete Rollen von ihr sind: Gilda (Verdi: Rigoletto) und Lucia (Donizetti: Lucia di Lamermoor). In diesen Rollen trat sie als sehr junge Sängerin auf allen großen Bühnen des ehemaligen Jugoslawien auf. Viel Erfolg hatte sie später mit der Titelrolle Jenůfa (Janáček: Jenůfa) – nach dem Debüt in Darmstadt gastierte sie mit dieser Rolle auch beim Festival Maggio Musicale Fiorentino in Florenz, in Freiburg (Stadttheater) und in Essen (Aalto-Theater). Erfolgreich waren auch ihre Interpretationen der Katerina Ismailowa (D. Schostakowitsch: Lady Macbeth von Mzensk) im Aalto-Musiktheater in Essen, am Badischen Staatstheater in Karlsruhe, am Meininger Theater in Meiningen, am Theater in Bremen und am National Theater in Zagreb. Eine ihrer großen Rollen war auch ihre Lady Macbeth (Verdi: Macbeth) an der Komischen Oper Berlin, Opernhaus Leipzig und am Tiroler Landestheater Innsbruck. Erwähnenswert sind auch folgende Rollen: Donna Elvira (Mozart: Don Giovanni) in Zagreb, Leonora (Verdi: Il trovatore) in Bonn und Zagreb, Aida (Verdi: Aida) in Antwerpen und Köln, Ariadne (Strauss: Ariadne auf Naxos) in Berlin, Mila (Janáček: Osud) in Dresden, Natascha (Prokofiew: Krieg und Frieden) in Wien (Konzerthaus), Malinka-Ethera-Kunka (Janáček: Die Ausflüge des Herrn Brouček) in Wien (Konzerthaus), Katja (Janáček: Katja Kabanowa) in Darmstadt, Rusalka (Dvořák: Rusalka) in Essen und Bielefeld, Fürstin (Dvořák: Rusalka) in Ljubljana, Tosca (Puccini: Tosca) in Essen, Zagreb und Ljubljana, Tatjana (P. I. Tschaikowski: Eugen Onegin) in Zagreb, Margarete (Gounod: Faust) in Ljubljana, Elettra (Mozart: Idomeneo) in Salzburg, Abigaile (Verdi: Nabucco) in Ljubljana, Cio-Cio-San (Puccini: Madama Butterfly) in Ljubljana, Maddalena (Giordano: Andrea Chénier) in Ljubljana, Dido und Belinda (Purcell: Dido and Aeneas) in Ljubljana und Zagreb, Genoveva (Schumann: Genoveva) in Wien (Konzerthaus), Janja (Gotovac: Kamenik) in Zagreb, Herodias (Strauss: Salome) in Ljubljana, Maddalena (Verdi: Rigoletto) in Ljubljana, Miss Tod (Menotti: The Old Maid and the Thief) in Ljubljana, Marcellina (Mozart: Le nozze di Figaro) in Ljubljana, Kabanicha (Janáček: Katja Kabanova) in Ljubljana.
Auch ihr Konzertrepertoire umfasst Werke verschiedener Stilrichtungen, von Barock, Klassik, Romantik und Verismo bis zur zeitgenössischen Musik, so zum Beispiel mehrere Kantaten von Bach und Händel, Messe in h-moll (Bach), Oratorium Messiah und Neun Deutsche Arien (Händel), Requiem, Krönungsmesse und zahlreiche Konzertarien (Mozart), 9. Sinfonie, Oratorium Christus am Ölberge und Missa solemnis (Beethoven), musikalisches Drama Lazarus und zahlreiche Lieder (Schubert), Petite messe solennelle und Stabat Mater (Rossini), Oratorium Elias und Kantate Lobgesang (Mendelssohn), Ein deutsches Requiem (Brahms), 2. Sinfonie (Mahler), Stabat Mater (Dvořák), Messa da Requiem (Verdi), Te Deum und f-moll-Messe (Bruckner), Altenberg-Lieder (Berg), Lyrische Symphonie (Zemlinsky) und Requiem für einen jungen Dichter (B. A. Zimmermann).
Sie sang bei den größten europäischen Musikveranstaltungen, so bei den Salzburger Festspielen, bei den Wiener Festwochen, beim Festival in Edinburgh, beim Festival Maggio Musicale Fiorentino, beim Festival d'automne in Paris, beim Sommerfestival in Dubrovnik, Split und Opatija. Sie trat auf den prominentesten Konzertbühnen Europas und der Welt auf, u. a. im Wiener Musikverein, Wiener Konzerthaus, Salzburger Festspielhaus, Berliner Philharmonie, Berliner Konzerthaus, Kölner Philharmonie, Alte Oper Frankfurt, Théâtre du Châtelet und Radio France (Paris), Bunka-Kai-Kan (Tokio) und Auditorio municipal Madrid, außerdem auch auf den Konzertbühnen von Brüssel, Rotterdam, Utrecht, Nürnberg, Riga, Ljubljana, Zagreb und Belgrad. Sie arbeitete mit vielen bekannten Dirigenten, so zum Beispiel mit Michael Gielen, Lovro von Matačić, Semjon Bytschkow, Wladimir Jurowski, Kirill Petrenko, Uroš Lajovic, Hans Graf (Dirigent), Pinchas Steinberg, Daniel Harding, Stefan Soltesz, Heinz Holliger, Michael Schønwandt, Rafael Frühbeck de Burgos, Howard Arman, Dieter Rossberg, Tomáš Hanus, Nikša Bareza, Mladen Tarbuk und Ivo Lipanović. Sie arbeitete auch mit vielen prominenten Regisseuren, so zum Beispiel mit Joachim Herz (Intendant), Harry Kupfer, Christine Mielitz, Liliana Cavani, Uwe Eric Laufenberg, Pet Halmen, Frank van Laecke, Lutz Hochstraate, Thomas Schulte-Michels, Andreas Homoki, Konstanze Lauterbach, Fred Berndt, Tom Toelle und Gerd Heinz. Ihre Partner waren u. a. Elīna Garanča, Anja Harteros und Piotr Beczała.

## Pädagogische Tätigkeit
Seit 2003 ist Vlatka Oršanić auch pädagogisch tätig. Sie ist ordentliche Professorin an der Musikakademie in Zagreb und in den Jahren 2007 bis 2016 war sie dort Leiterin der Gesangsabteilung. In den Jahren 2006 bis 2010 war sie auch Professorin an der Musikakademie Ljubljana. Ihre Studentinnen und Studenten singen an verschiedenen Opernhäuser in Europa (Bayerische Staatsoper München, Deutsche Oper Berlin, Semperoper Dresden, Grand Théâtre de Genève, Stadttheater St. Gallen, Národní divadlo Praga, Teatro Fenice Firenze, Teatro dell’Opera di Roma, Opera Krakowska, Gran Teatre del Liceu Barcelona, Opera SNG Ljubljana, Opera SNG Maribor, Opera HNK Zagreb, Opera HNK Ivan Zajc Rijeka, Opera HNK Split und Opera HNK Osijek).

Sie leitet Meisterkurse für Sänger und Gesangspädagogen und ist Jurymitglied bei verschiedenen internationalen Gesangswettbewerben und Mitbegründerin und Leiterin des Internationalen Gesangswettbewerbs »Zinka Milanov«, in Rijeka (Kroatien).

## Preise und Auszeichnungen
- 1976:  Prešeren Kulturpreis (Slowenien) für Studenten für die Rolle der Susanna (Mozart: Le nozze di Figaro).
- 1979:  1. Preis beim Internationalen Gesangswettbewerb »Mario del Monaco«, Udine (Italien).
- 1980:  2. Preis beim Internationalen Fernsehen Wettbewerb für junge Sänger, »Belcanto«, Oostende (Belgien).
- 2004:  Kulturpreis »Marijana Radev« (Kroatien) für die beste weibliche Rolle, Katerina Ismailowa (D. Schostakowitsch: Lady Macbeth von Mzensk) in der Spielzeit 2003/2004, an der Oper des Nationaltheaters in Zagreb.
- 2007:   Kulturpreis »Milka Trnina« (Kroatien) für außerordentliche künstlerische Leistungen.
- 2010:   Auszeichnung (Plakette) »Sergije Rainis« (Kroatien) für ausnehmende künstlerische Leistungen beim Gesang und bei der pädagogischen Arbeit.
- 2011:  Auszeichnung des Kroatischen Vereins der Musik- und Tanzpädagogen, »HDGU« für ausgezeichnete Leistungen auf dem Gebiet der Musikpädagogik.
- 2011:  »Samo Smerkolj-Preis« (Slowenien) für künstlerische Leistungen der slowenischen Opernsänger besonders auf dem Gebiet der Kammeroper.
- 2012: »Julij Betetto-Preis« (Slowenien) für künstlerische Leistungen und allgemeinen Beitrag zur slowenischen Musikkultur.

## CDs
- A. Zemlinsky: Lyrische Symphonie/A. Berg: Altenberg-Lieder, SWF-Sinfonieorchester, Dirigent Michael Gielen, Arte Nova Classics, 1995
- Ludwig van Beethoven: Sinfonie Nr. 9, SWF-Sinfonieorchester, Dirigent Michael Gielen, EMI Records, 1995
- B. A. Zimmermann: Requiem für einen jungen Dichter, SWF-Sinfonieorchester, Dirigent Michael Gielen, Sony Classical, 1995
- G. F. Händel: Neun deutsche Arien, Drago Arko, Geige, Ciril Škerjanc, Cello, Vlasta Doležal-Rus, Cembalo, Založba kaset in plošč, Ljubljana 2000

## Medien
- Porträt – Fernsehsendung über Vlatka Oršanić, Hrvatska televizija, 2000, Regie: Branko Ivanda
- Fernsehsendung über Vlatka Oršanić, Televizija Slovenije, 2004, Autorin: Darja Korez Korenčan
- Tonaufzeichnungen sind u. a. bei folgenden Radio- und Fernsehsendern archiviert: RTV Slovenija, Hrvatska radiotelevizija (HRT), Österreichischer Rundfunk (ORF), Deutschlandradio, Südwestrundfunk (SWR), Mitteldeutsche Rundfunk (MDR).